# NGC 3500
NGC 3500 is een spiraalvormig sterrenstelsel in het sterrenbeeld Draak. Het hemelobject werd op 2 april 1801 ontdekt door de Duits-Britse astronoom William Herschel.

## Synoniemen
- UGC 6090
- MCG 13-8-52
- ZWG 351.52
- IRAS 10582+7528
- PGC 33277